# لياندرو كول
لياندرو كول (بالإسبانية: Leandre Coll Riera)‏ هو مجدف إسباني، ولد في 17 مايو 1895 في برشلونة في إسبانيا، وتوفي في 2 أبريل 1975 في Cosne-Cours-sur-Loire ‏ في فرنسا.

## وصلات خارجية
- لياندرو كول على موقع الاتحاد الدولي للتجديف (الإنجليزية)
- لياندرو كول على موقع أوليمبيديا (الإنجليزية)